# Gran Premi de França del 1972
Resultats del Gran Premi de França de Fórmula 1 de la temporada 1972, disputat al circuit de Paul Ricard el 2 de juliol del 1972.

## Resultats
| Pos | No | Pilot                | Equip          | Voltes | Temps/ Retirada   | Pos. de sortida | Punts |
| --- | -- | -------------------- | -------------- | ------ | ----------------- | --------------- | ----- |
| 1   | 4  | Jackie Stewart       | Tyrrell - Ford | 38     | 1h 52' 22. 5      | 3               | 9     |
| 2   | 1  | Emerson Fittipaldi   | Lotus - Ford   | 38     | + 27.7 s          | 8               | 6     |
| 3   | 9  | Chris Amon           | Matra          | 38     | + 31.9 s          | 1               | 4     |
| 4   | 7  | François Cevert      | Tyrrell - Ford | 38     | + 49.3 s          | 7               | 3     |
| 5   | 12 | Ronnie Peterson      | March - Ford   | 38     | + 56.8 s          | 9               | 2     |
| 6   | 26 | Mike Hailwood        | Surtees - Ford | 38     | + 1' 36.1 min.    | 10              | 1     |
| 7   | 2  | Denny Hulme          | McLaren - Ford | 38     | + 1' 48.1 min.    | 2               |       |
| 8   | 19 | Wilson Fittipaldi    | Brabham - Ford | 38     | + 2' 25.1 min.    | 14              |       |
| 9   | 11 | Brian Redman         | McLaren - Ford | 38     | + 2' 55.5 min.    | 13              |       |
| 10  | 18 | Graham Hill          | Brabham - Ford | 38     | + 2' 59.5 min.    | 20              |       |
| 11  | 3  | Jacky Ickx           | Ferrari        | 37     | + 1 Volta         | 4               |       |
| 12  | 20 | Carlos Reutemann     | Brabham - Ford | 37     | + 1 Volta         | 17              |       |
| 13  | 30 | Nanni Galli          | Ferrari        | 37     | + 1 Volta         | 19              |       |
| 14  | 28 | Andrea de Adamich    | Surtees - Ford | 37     | + 1 Volta         | 12              |       |
| 15  | 5  | Jean-Pierre Beltoise | BRM            | 37     | + 1 Volta         | 24              |       |
| 16  | 10 | Rolf Stommelen       | March - Ford   | 37     | + 1 Volta         | 15              |       |
| 17  | 27 | Tim Schenken         | Surtees - Ford | 36     | + 2 Voltes        | 5               |       |
| 18  | 6  | David Walker         | Lotus - Ford   | 34     | Palier            | 22              |       |
| 19  | 15 | Mike Beuttler        | March - Ford   | 33     | Sense combustible | 23              |       |
| NC  | 8  | Patrick Depailler    | Tyrrell - Ford | 33     | No Classificat    | 16              |       |
| Ret | 24 | Reine Wisell         | BRM            | 25     | Caixa canvi       | 18              |       |
| Ret | 17 | Carlos Pace          | March - Ford   | 18     | Motor             | 11              |       |
| Ret | 25 | Helmut Marko         | BRM            | 8      | Ferides a l'ull   | 6               |       |
| Ret | 14 | Niki Lauda           | March - Ford   | 4      | Palier            | 21              |       |
| NVQ | 29 | Dave Charlton        | Lotus - Ford   |        |                   |                 |       |

## Altres
- Pole: Chris Amon 2' 53. 4

- Volta ràpida: Chris Amon 2' 53. 9 (a la volta 32)